# Eksploracja danych
Eksploracja danych (ang. data mining – dosł. górnictwo danych) – proces odkrywania wiedzy z baz danych.
Idea eksploracji danych polega na wykorzystaniu szybkości komputera do znajdowania ukrytych dla człowieka (właśnie z uwagi na ograniczone możliwości czasowe) prawidłowości w danych zgromadzonych w hurtowniach danych.
Istnieje wiele technik eksploracji danych, które wywodzą się z ugruntowanych dziedzin nauki, takich jak statystyka (statystyczna analiza wielowymiarowa) i uczenie maszynowe.

## Techniki eksploracji danych
Techniki i metody służące eksploracji danych wywodzą się głównie z dziedziny badań nad sztuczną inteligencją. Główne przykłady stosowanych rozwiązań należą do następujących obszarów:
- wizualizacje na wykresach
- metody statystyczne
- sieci neuronowe
- metody uczenia maszynowego
- metody ewolucyjne
- logika rozmyta
- zbiory przybliżone

## Metody przetwarzania
W eksploracji danych rozwijane są różne metody przetwarzania, różniące się zakresem zastosowań, stosowanymi algorytmami rozwiązań, sposobem prezentacji wyników. Wśród nich wyróżnia się:
- streszczanie
- poszukiwanie asocjacji
- analiza jakościowa danych
- analiza ilościowa danych
- klasyfikacja
- grupowanie

## Proces odkrywania danych. Obszar stosowania
W procesie odkrywania danych (KDD – Knowledge Discovery in Databases) korzysta się z metod statystyki, sztucznej inteligencji, baz danych, oraz eksploracji danych.
Obszarów stosowania odkrywania danych jest wiele, obejmują one te miejsca, w których stosuje się systemy informatyczne, między innymi w celu gromadzenia pozyskanych danych w postaci baz danych. Jesteśmy świadkami prawdziwej eksplozji baz danych, mając na myśli ich liczbę i objętość. Ogromne zbiory danych gromadzone są w hurtowniach danych. Z powodu dużej prostoty konstruowania bazy danych oraz akceptowalnych cen, systemy gromadzące dane stosuje się prawie we wszystkich dziedzinach życia. Wszędzie tam natomiast, gdzie istnieje już baza danych, pojawia się potrzeba analizy tych danych w celu odkrycia nieznanej dotąd wiedzy. Dziedziny, w których szeroko stosuje się eksplorację danych, to technika, medycyna, astronomia, ekonomia, szeroko pojęty biznes.
Zastosowania KDD znajdują zastosowania przy:
- eksploracji danych o ruchu internetowym
- rozpoznawaniu sygnałów obrazu, mowy i pisma
- wspomaganiu diagnostyki medycznej
- badaniach genetycznych
- analizie operacji bankowych
- projektowaniu hurtowni danych
- tworzeniu reklam skierowanych
- prognozowaniu sprzedaży
- wykrywaniu nadużyć
- ocenie ryzyka kredytowego
- segmentacji klientów.

Przykładem może być odkrycie w danych z supermarketu zależności polegającej na tym że klient, który kupuje szampana i kwiaty, kupuje zwykle również czekoladki.

## Przykłady wizualizacji

### Gęstość
Wykresy rozkładów empirycznych dla wybranych zmiennych predykcyjnych są tym lepsze im linie obrazujące poszczególne klasy są względem siebie znacząco przesunięte. W sytuacji, gdy się na siebie nakładają, praktycznie nie ma możliwości wyznaczenia, do jakiej klasy należą.

### Wykres pudełkowy
Celem obrazowania właściwości poszczególnych cech na wykresach pudełkowych jest wyłonienie takich zmiennych, które charakteryzują się największymi przesunięciami względem siebie kwantyli, wartości maksymalnych, minimalnych oraz median.

### Histogram
Histogramy dla wybranych zmiennych predykcyjnych są tym lepsze, im słupki są bardziej zróżnicowane. W sytuacji, gdy się na siebie nakładają, praktycznie nie ma możliwości wyznaczenia, do jakiej klasy należą.

### Co można odczytać z wykresów?
Tabelka przedstawia, jakie dane można odczytać z poszczególnych wykresów.
|                              | Gęstość | Pudełkowy | Histogram |
| ---------------------------- | ------- | --------- | --------- |
| Kwantyl                      | N       | T         | N         |
| Mediana                      | N       | T         | N         |
| Minimum                      | T       | T         | T         |
| Maksimum                     | T       | T         | T         |
| Wartość cechy                | T       | T         | T         |
| Liczebność                   | T       | N         | T         |
| Częstość                     | T       | N         | T         |
| Wzajemna korelacja zmiennych | T       | N         | T         |

## Literatura
- Hand David, Mannila Heikki, Smyth Padhraic, Eksploracja danych, WNT, Warszawa 2005, ISBN 83-204-3053-4.
- Daniel T. Larose, Odkrywanie wiedzy z danych, Wydawnictwo Naukowe PWN, Warszawa 2006, ISBN 83-01-14836-5.